# گل بقرا
گل بقرا، روستایی از توابع بخش احمدآباد شهرستان مشهد در استان خراسان رضوی  کیلومتر ۶۰ جاده مشهد به تربت حیدریه . در جوار روستای اسلام قلعه و امام زاده سید محمد علوی ایران است.

## جمعیت
این روستا در دهستان پیوه ژن  بخش احمد آباد قرار دارد و براساس سرشماری مرکز آمار ایران در سال ۱۳۸۵، جمعیت آن ۳۳۸ نفر (۸۲خانوار) بوده‌است و طبق آمار خانه بهداشت  در سال ۱۴۰۲... ۷۵۱ نفر  ساکن در روستا با خانوار ۱۲۵  هستند .